# Julie de Caigny
Julie de Caigny (1795-1866) est une artiste-peintre belge du XIXe siècle. Ses paysages de Suisse, du Tyrol et des Ardennes ont été exposés au Salon de Paris entre 1839 et 1842.
Elle était née Julie Angelique Ghislaine Mouriau à Gand le 27 novembre 1795, fille de Henri Joseph Mouriau et de Marie Ghislaine de Wautier. Elle s'est mariée avec Louis Désiré Antoine de Caigny à Gand le 28 novembre 1815. Julie de Caigny est décédée le 20 novembre 1866 à Saint-Josse-ten-Noode, Belgique.